# Joruma apicata
Joruma apicata är en insektsart som beskrevs av Caldwell 1952. Joruma apicata ingår i släktet Joruma och familjen dvärgstritar.
Artens utbredningsområde är Puerto Rico. Inga underarter finns listade i Catalogue of Life.